# シーマス・デヴァー
シーマス・デヴァー（Seamus Dever、1976年7月27日 - ）は、アメリカ合衆国の俳優。

## 来歴・人物
ミシガン州フリント生まれ
2009年から2016年まで放送された『キャッスル 〜ミステリー作家は事件がお好き』に出演していた事で知られている。

### プライベート
2006年に女優のジュリアナ・デヴァーと結婚。
尚、ジュリアナは『キャッスル 〜ミステリー作家は事件がお好き』の作中でシーマス・デヴァー演じるケヴィン・ライアンの妻ジェニー役で出演している。
またエスポジート役のジョン・ウエルタスとはShay-Jeanというユニットを組み音楽活動を行っている。

## 主な出演作品

### 映画
| 公開年 | 邦題 原題                              | 役名       | 備考 |
| ------ | -------------------------------------- | ---------- | ---- |
| 2001   | リーサル・エージェント Outside the Law | リック     |      |
| 2006   | ハリウッドランド Hollywoodland         | フィリップ |      |

### テレビシリーズ
| 放映年    | 邦題 原題                                                            | 役名                                  | 備考                  |
| --------- | -------------------------------------------------------------------- | ------------------------------------- | --------------------- |
| 2001      | 女検死医ジョーダン Crossing Jordan                                   | トム・マーチ                          | 1エピソード           |
| 2003      | WITHOUT A TRACE/FBI 失踪者を追え! Without a Trace                    | ロナルド・フェルプス                  | 1エピソード           |
| 2004      | コールドケース 迷宮事件簿 Cold Case                                  | ハンク・デンプシー                    | 1エピソード           |
| 2005      | 犯罪捜査官ネイビーファイル JAG                                       | ケイデン・デュラン                    | 1エピソード           |
| 2005      | チャームド Charmed                                                   | ミッチェル・ヘインズ                  | 1エピソード           |
| 2005      | スレッシュホールド ～The Last Plan Threshold                         | デトロ捜査官                          | 2エピソード           |
| 2005,2008 | CSI:科学捜査班 CSI: Crime Scene Investigation                        | アダム・ギルフォード ドリュー・リッチ | 異なる役で2エピソード |
| 2006      | CSI:ニューヨーク CSI: NY                                             | チャールズ・クーパー                  | 1エピソード           |
| 2006      | NCIS ～ネイビー犯罪捜査班 NCIS: Naval Criminal Investigative Service | グラハム・トーマス                    | 1エピソード           |
| 2007      | 女検察官アナベス・チェイス Close to Home                             | ジャスティン・マシューズ              | 1エピソード           |
| 2007      | CSI:マイアミ CSI: Miami                                              | ポール・ビリングス                    | 1エピソード           |
| 2008      | ジェネラル・ホスピタル General Hospital                              | イアン・デヴリン                      | 45エピソード          |
| 2008      | マッドメン Mad Men                                                   | チャック                              | 1エピソード           |
| 2008      | アーミー・ワイフ Army Wives                                          | クリス・ファーリンゲッティ            | 7エピソード           |
| 2008      | ゴースト 〜天国からのささやき Ghost Whisperer                        | リッチ・ヘンダーソン                  | 1エピソード           |
| 2009      | 私はラブ・リーガル Drop Dead Diva                                    | タイラー・マック                      | 1エピソード           |
| 2009-2016 | キャッスル 〜ミステリー作家は事件がお好き Castle                     | ケヴィン・ライアン刑事                | 119エピソード         |
| 2010      | DARK BLUE/潜入捜査 Dark Blue                                         | ニック・ペリー                        | 2エピソード           |